# Argelia (Antioquia)
Pour les articles homonymes, voir Argelia.
Argelia est une municipalité située dans le département d'Antioquia, en Colombie.